# Brăești (okręg Botoszany)
Brăești – wieś w Rumunii, w okręgu Botoszany, w gminie Brăești. W 2011 roku liczyła 1190 mieszkańców.